# بخش آرندال، شهرستان فیلمور، مینه سوتا
بخش آرندال (به انگلیسی: Arendahl Township) یک منطقهٔ مسکونی در ایالات متحده آمریکا است که در شهرستان فیلمور، مینه‌سوتا واقع شده‌است.
 بخش آرندال ۹۲٫۷ کیلومتر مربع مساحت و ۳۳۳ نفر جمعیت دارد و ۲۸۰ متر بالاتر از سطح دریا واقع شده‌است.